# قائمة ألعاب فيديو واريو

يظهر الرمز الأرجواني "W" على قبعة واريو الصفراء ويمثله في العديد من الألعاب.

ألعاب فيديو واريو طوِّرت من قبل العديد من الشركات، بما في ذلك نينتندو، سوزاك، غود-فيل، وإنتيليجنت سيستمز. وقد طوِّرت جميع ألعاب فيديو واريو حصراً لمشغلات ألعاب الفيديو لنينتندو وللمشغلات المحمولة والتي يرجع تاريخها من نظام غيم بوي إلى الجيل السابع من أنظمة ألعاب الفيديو. اللعبة الأولى التي تضمنت واريو كشخصية لعب رئيسية كانت لعبة واريو لاند: سوبر ماريو لاند 3 لنظام غيم بوي على الرغم من أنه كان قد ظهر سابقا كخصم في سوبر ماريو لاند 2: 6 غولدن كوينز وغيرها من الألعاب.
سلسلة واريو قد انقسمت بشكل فعال إلى نوعين: سلسلة من ألعاب المنصات ذات جانب التمرير التقليدي، وسلسلة من ألعاب الحزب تحت عنوان واريو وير مونيكر. ألعاب المنصات هي امتداد من سلسلة ألعاب سوبر ماريو لاند لنظام غيم كيوب. التغييرات من سلسلة ماريو لاند، أسلوبهما على حد سواء، مع صورة ورسم على نفس طراز الأنمي، وبطل الرواية الجشع، جعل الألعاب فريدة من نوعها من المنصات الأخرى في هذا النوع. آخر الإصدارات من ألعاب منصات واريو هي واريو لاند: ذا شايك ديمنشن (معروفة بـ واريو لاند: شايك إت! في أمريكا الشمالية و واريو لاند: شايك (ワリオランド シェイク) في اليابان) لنظام وي، وهي لعبة منصات ثنائية الابعاد مثل سابقاتها من ألعاب منصات واريو. ألعاب واريو وير هي مجموعة ألعاب قصيرة التي تطلب من اللاعب أداء سلسلة من الأنشطة القصيرة بوتيرة سريعة. آخر لعبة من سلسلة واريو وير هي واريو وير غولد والتي صدرت عام 2018 لنظام نينتندو 3دي أس.

## ألعاب منصات واريو
| العنوان | التفاصيل |
| --- | --- |
| واريو لاند: سوبر ماريو لاند 3 تاريخ الإصدار الأصلي: اليابان 21 يناير 1994 أ.ش. 13 مارس 1994 بال 13 مايو 1994                  | سنوات الإصدار وفقاً للمشغل: 1994 – غيم بوي |
| واريو لاند: سوبر ماريو لاند 3 تاريخ الإصدار الأصلي: اليابان 21 يناير 1994 أ.ش. 13 مارس 1994 بال 13 مايو 1994                  | ملاحظات: - تم تطوير اللعبة من قبل فريق نينتندو نينتندو للبحث والتطوير 1. - واريو لاند هي اللعبة الأولى التي تضمنت واريو كشخصية للَّعب. - هي ثالث لعبة في سلسلة سوبر ماريو لاند وأول لعبة في سلسلة واريو لاند. - أعيد إصدار العنوان في أوروبا تحت العلامة التجارية غيم بوي نينتندو كلاسيكس في عام 2001 - أعيد إصدار العنوان على خدمة فرتشول كونسول لنينتندو 3دي إس في عام 2012 لليابان وأوروبا، وأمريكا الشمالية. |
| فيرتشوال بوي واريو لاند تاريخ الإصدار الأصلي: اليابان 1 ديسمبر 1995 أ.ش. 27 نوفمبر 1995                                       | سنوات الإصدار وفقاً للمشغل: 1995 – فيرتشوال بوي |
| فيرتشوال بوي واريو لاند تاريخ الإصدار الأصلي: اليابان 1 ديسمبر 1995 أ.ش. 27 نوفمبر 1995                                       | ملاحظات: - نينتندو طوَّرت اللعبة. - تتميز باللعب على غرار ألعاب واريو لاند الأخرى. |
| واريو لاند 2 تاريخ الإصدار الأصلي: اليابان 21 أكتوبر 1998 أ.ش. 31 مارس 1999 أوروبا 25 أبريل 1999                              | سنوات الإصدار وفقاً للمشغل: 1998 – غيم بوي 1998 – غيم بوي كولر |
| واريو لاند 2 تاريخ الإصدار الأصلي: اليابان 21 أكتوبر 1998 أ.ش. 31 مارس 1999 أوروبا 25 أبريل 1999                              | ملاحظات: - نينتندو طوّرت اللعبة. - تتضمن دعمًا لجهاز سوبر غيم بوي. |
| واريو لاند 3 تاريخ الإصدار الأصلي: اليابان 21 مارس 2000 أ.ش. 1 يونيو 2000 بال 14 أبريل 2000                                   | سنوات الإصدار وفقاً للمشغل: 2000 – غيم بوي كولر |
| واريو لاند 3 تاريخ الإصدار الأصلي: اليابان 21 مارس 2000 أ.ش. 1 يونيو 2000 بال 14 أبريل 2000                                   | ملاحظات: - نينتندو طوّرت اللعبة. - إنها غير خطية في الهيكل أكثر من الألعاب السابقة في السلسلة. |
| واريو لاند 4 تاريخ الإصدار الأصلي: اليابان 21 أغسطس 2001 أ.ش. 18 نوفمبر 2001 بال 16 نوفمبر 2001                               | سنوات الإصدار وفقاً للمشغل: 2001 – غيم بوي أدفانس |
| واريو لاند 4 تاريخ الإصدار الأصلي: اليابان 21 أغسطس 2001 أ.ش. 18 نوفمبر 2001 بال 16 نوفمبر 2001                               | ملاحظات: - نينتندو طوّرت اللعبة. |
| واريو ورلد تاريخ الإصدار الأصلي: اليابان 27 مايو 2004 أ.ش. 23 يونيو 2003 بال 20 يونيو 2003                                    | سنوات الإصدار وفقاً للمشغل: 2003 – نينتندو غيم كيوب |
| واريو ورلد تاريخ الإصدار الأصلي: اليابان 27 مايو 2004 أ.ش. 23 يونيو 2003 بال 20 يونيو 2003                                    | ملاحظات: - تريجر طوّرت اللعبة. - إنها أول لعبة منصات واريو لنظام ألعاب فيديو منزلي. |
| واريو: ماستر أوف ديسغاوس تاريخ الإصدار الأصلي: اليابان 18 يناير 2007 أ.ش. 5 مارس 2007 أوروبا 1 يونيو 2007 أوس 17 مايو 2007    | سنوات الإصدار وفقاً للمشغل: 2007 – نينتندو دي أس |
| واريو: ماستر أوف ديسغاوس تاريخ الإصدار الأصلي: اليابان 18 يناير 2007 أ.ش. 5 مارس 2007 أوروبا 1 يونيو 2007 أوس 17 مايو 2007    | ملاحظات: - سوزاك طوّرت اللعبة. - تدمج اللعبة بين المنصات والألغاز. |
| واريو لاند: شايك إت! تاريخ الإصدار الأصلي: اليابان 24 يوليو 2008 أ.ش. 22 سبتمبر 2008 أوروبا 26 سبتمبر 2008 أوس 25 سبتمبر 2008 | سنوات الإصدار وفقاً للمشغل: 2008 – وي |
| واريو لاند: شايك إت! تاريخ الإصدار الأصلي: اليابان 24 يوليو 2008 أ.ش. 22 سبتمبر 2008 أوروبا 26 سبتمبر 2008 أوس 25 سبتمبر 2008 | ملاحظات: - تُعرف اللعبة باسم واريو لاند: ذا شايك ديمنشن في أوروبا وأستراليا، واريو لاند: شايك إت! في أمريكا الشمالية، وواريو لاند: شايك في اليابان. - غود-فيل طوّرت اللعبة. - تتطلب اللعبة من اللاعب هز وي ريموت لأداء إجراءات معينة. |